# شبكة عصبية خلوية
في علوم الحاسوب والتعلم الآلي، تُعد الشبكات العصبية الخلوية (CNN) أو الشبكات غير الخطية الخلوية نموذجًا للحوسبة المتوازية مُشابهًا للشبكات العصبية، مع اختلاف أنه لا يُسمح بالاتصال إلا بين الوحدات المُجاورة. تتضمن التطبيقات النموذجية مُعالجة الصور، وتحليل الأسطح ثلاثية الأبعاد، وحل المُعادلات التفاضلية الجزئية، وتقليل المشكلات غير المرئية إلى خرائط هندسية، ونمذجة الرؤية البيولوجية، والأعضاء الحسية والحركية الأخرى.
لا ينبغي الخلط بين الشبكات العصبية الخلوية والشبكات العصبية التلافيفية (التي تُسمى أيضًا CNN).

## هندسة الشبكة العصبية الخلوية
نظرًا لتعدد أنماط معالجات شبكات الالتواء العصبي وتنوع بنياتها المعمارية، يصعب حصرها في تعريف دقيق ومحدد. من منظور هندسي، يمكن تصور هذه المعالجات على أنها منظومة تتألف من وحدات معالجة متعددة المدخلات، ولكنها أحادية المخرج، تتميز بغير خطية سلوكها، وتتصل كل وحدة بعدد محدد من الوحدات المجاورة لها، وفق ترتيب ثابت لا يتغير. وعادة ما يُطلق على هذه الوحدات المعالجة مصطلح "الخلايا العصبية الصناعية" أو ببساطة الخلايا. رياضياً، يمكن تمثيل كل خلية كنظام ديناميكي غير خطي، حيث يتم تخزين المعلومات وتبادلها بين الخلايا عبر حالتها الأولية، ومدخلاتها، والمعاملات التي تحدد سلوكها. وعادة ما تكون ديناميكيات هذه الأنظمة مستمرة، كما هو الحال في شبكات الالتواء العصبي ذات الزمن المستمر (CT-CNN)، إلا أنه يمكن أن تكون منفصلة، كما في شبكات الالتواء العصبي ذات الزمن المنفصل (DT-CNN)."
تخرج كل خلية عصبية قيمة واحدة تسمى المخرج. هذه القيمة عادة عدد حقيقي، لكنه يُمكن أن تكون مركبًا أو حتى أكثر رباعيًا. في شبكات الالتواء العصبي المتعددة القيم (MV-CNN)، يكون المخرج عادةً قيمة لكل لون في صورة، أما الشبكات ذات المعالجات غير المنتظمة (NUP-CNN) فتستخدم خلايا مختلفة لمعالجة أنواع مختلفة من البيانات، مثل الكلمات والجمل في معالجة اللغة الطبيعية.

### تشوا يانغ سي إن إن
في بنية شبكة الالتواء العصبي الأساسية التي طرحها تشوا ويانغ (CY-CNN)، كانت حالة الخلية العصبية الصناعية تمثل مجموعًا مرجحًا للمدخلات، بينما كان المخرج دالة خطية قطعية. ورغم ذلك، شأنها شأن الشبكات العصبية المبنية على نموذج البيرسيبترون، كانت هذه البنية محدودة في قدرتها على تمثيل الدوال الرياضية، إذ كانت غير قادرة على تمثيل الدوال غير الخطية مثل دالة XOR. ولذلك، فقد تم تطوير معالجات شبكات الالتواء العصبية غير الخطية (NL-CNN) لتوسيع نطاق الوظائف التي يمكن لهذه الشبكات تمثيلها." 
تُعرّف الخلايا في شبكات الالتواء العصبي ضمن فضاء هندسي منظم، حيث يتم ترتيبها بشكل منتظم في صفوف وأعمدة. يمكن أن تأخذ الخلايا أشكالًا متنوعة مثل المربعات، والمثلثات، والسداسيات، أو أشكال أخرى منتظمة. يمكن ترتيب هذه الخلايا في طبقات متعددة، أو في شكل حلقة متصلة. تتصل كل خلية بعدد محدد من الخلايا المجاورة لها، وعادة ما تكون هذه الاتصالات محلية، أي تقتصر على الخلايا القريبة. يمكن لهذه الاتصالات أن تكون فورية أو متأخرة زمنيًا، مما يسمح بمعالجة المعلومات بشكل تسلسلي. تتميز معظم شبكات الالتواء العصبي ببنية منتظمة، حيث تكون جميع الخلايا متشابهة. ومع ذلك، يمكن تصميم شبكات ذات بنية أكثر مرونة، مثل الشبكات ذات أحجام جوار متغيرة (MNS-CNN)، أو الشبكات ذات طبقات متعددة (ML-CNN). هذه البنى المتنوعة تتيح للشبكات التعامل مع أنواع مختلفة من البيانات وتأدية مهام أكثر تعقيدًا.
يُعرّف النظام بأنه مجموعة من الكيانات المستقلة المتفاعلة التي تشكل كلًا متكاملاً، يكون سلوكه مميزًا وأكبر نوعيًا من كياناته. على الرغم من أن الاتصالات محلية، إلا أن تبادل المعلومات يمكن أن يحدث عالميًا من خلال الانتشار. بهذا المعنى، تُعد معالجات شبكة الالتواء العصبية أنظمة لأن ديناميكياتها مشتقة من التفاعل بين وحدات المعالجة وليس داخل وحدات المعالجة. نتيجة لذلك، تُظهر سلوكًا ظاهريًا وجماعيًا. رياضيًا يُمكن تعريف العلاقة بين خلية وجيرانها، الموجودين ضمن منطقة التأثير، بقانون اقتران، وهذا هو ما يحدد بشكل أساسي سلوك المعالج. عندما يتم نمذجة قوانين الاقتران بالمنطق الضبابي، تكون شبكة الالتواء العصبية ضبابية. عندما يتم نمذجة هذه القوانين بالمنطق الفعلي الحسابي، تصبح شبكة الالتواء العصبية فعلية حسابية. كل من شبكات الالتواء العصبية الضبابية والفعلية الحسابية مفيدة لنمذجة الشبكات الاجتماعية عندما تتحقق الاقترانات المحلية بمصطلحات لغوية.

## التطبيقات
اهتمامات باحثي CNN مُتنوعة، تتراوح من التطبيقات الفيزيائية والهندسية والنظرية والرياضية والحسابية والفلسفية.

### معالجة الصور
صُممت معالجات CNN لمعالجة الصور، وعلى وجه التحديد لمُعالجة مُعدل الإطارات العالي جدًا في الوقت الفعلي (> 10 ألف إطار/ثانية) لتطبيقات مثل اكتشاف الجسيمات في سوائل مُحرك الطائرات واكتشاف شمعات الإشعال. في الوقت الحالي، يُمكن للمعالجات تحقيق ما يصل إلى 50 ألف إطار في الثانية، وبالنسبة لتطبيقات مُعينة مثل تتبع الصواريخ واكتشاف الوميض وتشخيص شمعات الإشعال، تفوقت هذه المعالجات الدقيقة على الحاسوب العملاق التقليدي. تُستخدم معالجات CNN في العمليات المحلية، ذات المُستوى المُنخفض، التي تتطلب مُعالجة مُكثفة، وقد أُستخدمت في استخراج الميزات،  وضبط المُستوى والكسب، واكتشاف ثبات اللون،  وتحسين التباين، وإزالة الالتواء،  وضغط الصور،  وتقدير الحركة،  وترميز الصور، وفك ترميز الصور، وتجزئة الصور،  وخرائط تفضيلات التوجيه،  وتعلم التعرف على الأنماط،  وتتبع الأهداف المُتعددة،  وتثبيت الصور،  وتحسين الدقة،  وتشوهات الصور، ورسم الخرائط، وإصلاح الصور،  والتدفق البصري،  وتحديد الخطوط،  واكتشاف الأجسام المتحركة،  واكتشاف محور التناظر،  ودمج الصور.
نظرًا لمرونتها وقدراتها على المعالجة، تُستخدم معالجات CNN لتطبيقات ميدانية جديدة مثل تحليل اللهب لمراقبة الاحتراق في محرقة النفايات،  وكشف الألغام باستخدام التصوير بالأشعة تحت الحمراء، وذروة مجموعة المسعر للفيزياء الطاقة العالية،  واكتشاف الشذوذ في خرائط المجال المُحتمل للجيوفيزياء،  واكتشاف النقاط بالليزر،  وفحص المعادن لاكتشاف عيوب التصنيع،  واختيار الأفق الزلزالي. كما تُستخدم لأداء وظائف القياسات الحيوية،  مثل التعرف على بصمات الأصابع،  واستخراج ميزات الأوردة، وتتبع الوجه،  وتوليد مُحفزات بصرية من خلال الأنماط الناشئة لقياس الرنين الإدراكي.

## روابط خارجية
- الصفحة الرئيسية لـ Eutecus